# Konstantin Dmitrievich Balmont
Konstantin Dmitrievich Balmont (tiếng Nga: Константин Дмитриевич Бальмонт, 15 tháng 6 năm 1867 – 24 tháng 12 năm 1942) – nhà thơ, dịch giả, là một nhà thơ lớn của thế kỷ bạc trong thơ Nga.

## Tiểu sử
Konstantin Dmitrievich Balmont sinh ở tỉnh Vladimir trong một gia đình dòng dõi quý tộc. Lên 10 tuổi biết làm thơ. Học trường gymnazy ở Vladimir. Từ năm 1886 học khoa luật Đại học Quốc gia Moskva nhưng không tốt nghiệp. Trong một lần xích mích với vợ, Balmont nhảy từ tầng 3 xuống đất tự tử nhưng không chết, hậu quả là phải đi cà nhắc suốt đời. Năm 1899 được bầu làm thành viên của Hội những người yêu ngôn ngữ Nga, sau đó bắt đầu in những tập thơ đầu tiên.
Tiếp đến là một thời kỳ sáng tạo sung sức nhất của Balmont. Năm 1903 in các tập thơ: "Будем как Солнце"(Ta sẽ như mặt trời), "Только любовь. Семицветник" (Chỉ tình yêu. Bảy vườn hoa), Năm 1905 in: "Литургия красоты" (Thánh lễ của cái đẹp) và trở thành một nhà thơ nổi tiếng. Từ năm 1907 – 1910 xuất bản ở Moskva "Полное собрание стихов"(Tuyển tập thơ) gồm 10 tập.
Thời gian này Balmont đi du lịch rất nhiều nước châu Âu: Ý, Tây Ban Nha, Anh, Pháp và định đi sang México. Năm 1905 Balmont quay trở về Nga làm quen với Maxim Gorky và cộng tác với báo Новая жизнь (Cuộc đời mới), tạp chí Красное знамя (Cờ đỏ). Cũng trong năm này bí mật đi sang Paris và chỉ trở về Nga vào năm 1916. Do không tán thành cuộc Cách mạng tháng Mười nên năm 1920 ông ra sống ở nước ngoài cho đến hết đời. Ông mất năm 1942 ở Noisy-le-Grand, gần Paris lúc đó bị Đức chiếm đóng.
Ngoài sáng tác thơ, Balmont còn là một dịch giả nổi tiếng của Nga. Phạm vi dịch thuật của ông rất rộng. Ông dịch các nhà thơ lớn của Anh, Pháp, Đức, Mỹ, Tây Ban Nha, Ba Lan, Séc, Gruzia, Litva, Phần Lan… tổng cộng hơn 30 ngôn ngữ của thế giới, trong đó có cả Kinh (Phật giáo), Upanishads, Kinh Vệ Đà của Ấn Độ.

## Tác phẩm chính
- Под северным небом (Dưới bầu trời phương Bắc, 1889)
- Тишина (Yên lặng, 1898)
- Горящие здания (Những ngôi nhà nóng bỏng, 1900)
- Будем как Солнце (Ta sẽ như mặt trời, 1903),
- Только любовь. Семицветник (Chỉ tình yêu. Bảy vườn hoa, 1903),
- Литургия красоты (Thánh lễ của cái đẹp, 1905)
- Песни мстителя (Những khúc hát của kẻ báo thù, 1907)

Toàn bộ tác phẩm của Balmont gồm 50 tập, trong đó 22 tập in ở nước ngoài.

## Một vài bài thơ
| Đến ngày cuối tận Có thể, một khi em đã phụ tình Em lạnh lùng với anh nhiều lắm lắm Nhưng cả cuộc đời cho đến ngày cuối tận Bạn tình ơi, em vẫn mãi của anh. Với những đam mê mới mẻ, anh biết rằng Với người khác, tình xưa em quên lãng Nhưng trong kỷ niệm bóng hình xưa vẫn sống Dù tình xưa đã yên giấc ngàn năm. Và sẽ có một khoảnh khắc đau khổ của tình Trong ánh sáng của một ngày xưa cũ Bên người ta, em nhìn vào ngọn nguồn bất tử Em chợt rùng mình và bỗng nhớ đến anh. Gửi người chơi trò tình ái Có những nụ hôn như giấc mộng tự do Sung sướng mừng vui đến tận cùng khoái lạc Có những nụ hôn lạnh lùng như tuyết Có nụ hôn như xúc phạm người ta. Những nụ hôn như bạo lực từ xa Những nụ hôn như trả thù, báo oán Những nụ hôn tưởng chừng như ghê tởm Thế mà sao vẫn cháy bỏng lại kì. Nụ hôn tận cùng khoái lạc hãy biến đi Không gọi tên và không cần giấc mộng Ta căm thù – ta có thừa bạo dạn Ta có đủ đầy ý chí của tình ta. Anh yêu em Anh yêu em hơn Bài ca, hơn Trời cao, Biển rộng Anh yêu em lâu hơn những ngày được sống trên đời Chỉ vì em mà anh cháy lên như ngôi sao trong tĩnh lặng xa xôi Em là con tàu không chìm trong giấc mơ, trong sương mờ, trong sóng. Anh yêu em bất thình lình, ngay lập tức, ngẫu hứng Nhìn thấy em – anh giống như người mù bỗng nhiên sáng mắt ra Và ngạc nhiên rằng trong cuộc đời tượng vẫn luôn kết gắn Rằng vẫn có thừa châu ngọc dưới chân ta. Anh nhớ. Em mở cuốn sách lật từng trang sột soạt Anh hỏi em: "ở trong lòng có tan hết giá băng?" Em đến gần, trong khoảnh khắc anh nhìn thấy trời cao và thấy chốn xa xăm Và anh yêu – vì người yêu và về tình yêu anh cất tiếng hát. Bản dịch của Nguyễn Viết Thắng | До последнего дня Быть может, когда ты уйдешь от меня, Ты будешь ко мне холодней. Но целую жизнь, до последнего дня, О друг мой, ты будешь моей. Я знаю, что новые страсти придут, С другим ты забудешься вновь. Но в памяти прежние образы ждут, И старая тлеет любовь. И будет мучительно-сладостный миг: В лучах отлетевшего дня, С другим заглянувши в бессмертный родник, Ты вздрогнешь - и вспомнишь меня. Играющей в игры любовные Есть поцелуи — как сны свободные, Блаженно-яркие, до исступления. Есть поцелуи — как снег холодные. Есть поцелуи — как оскорбление. О, поцелуи — насильно данные, О, поцелуи — во имя мщения! Какие жгучие, какие странные, С их вспышкой счастия и отвращения! Беги же с трепетом от исступленности, Нет меры снам моим, и нет названия. Я силен — волею моей влюбленности, Я силен дерзостью — негодования! Я люблю тебя Я люблю тебя больше, чем Море, и Небо, и Пение, Я люблю тебя дольше, чем дней мне дано на земле. Ты одна мне горишь, как звезда в тишине отдаления, Ты корабль, что не тонет ни в снах, ни в волнах, ни во мгле. Я тебя полюбил неожиданно, сразу, нечаянно, Я тебя увидал - как слепой вдруг расширит глаза И, прозрев, поразится, что в мире изваянность спаяна, Что избыточно вниз, в изумруд, излилась бирюза. Помню. Книгу раскрыв, ты чуть-чуть шелестела страницами. Я спросил: "Хорошо, что в душе преломляется лед?" Ты блеснула ко мне, вмиг узревшими дали, зеницами. И люблю - и любовь - о любви - для любимой - поет. |